# Helodon ferrugineum
Helodon ferrugineum är en tvåvingeart som först beskrevs av Johan August Wahlberg 1844.  Helodon ferrugineum ingår i släktet Helodon och familjen knott.
Artens utbredningsområde är Sverige. Inga underarter finns listade i Catalogue of Life.